# Stonewall

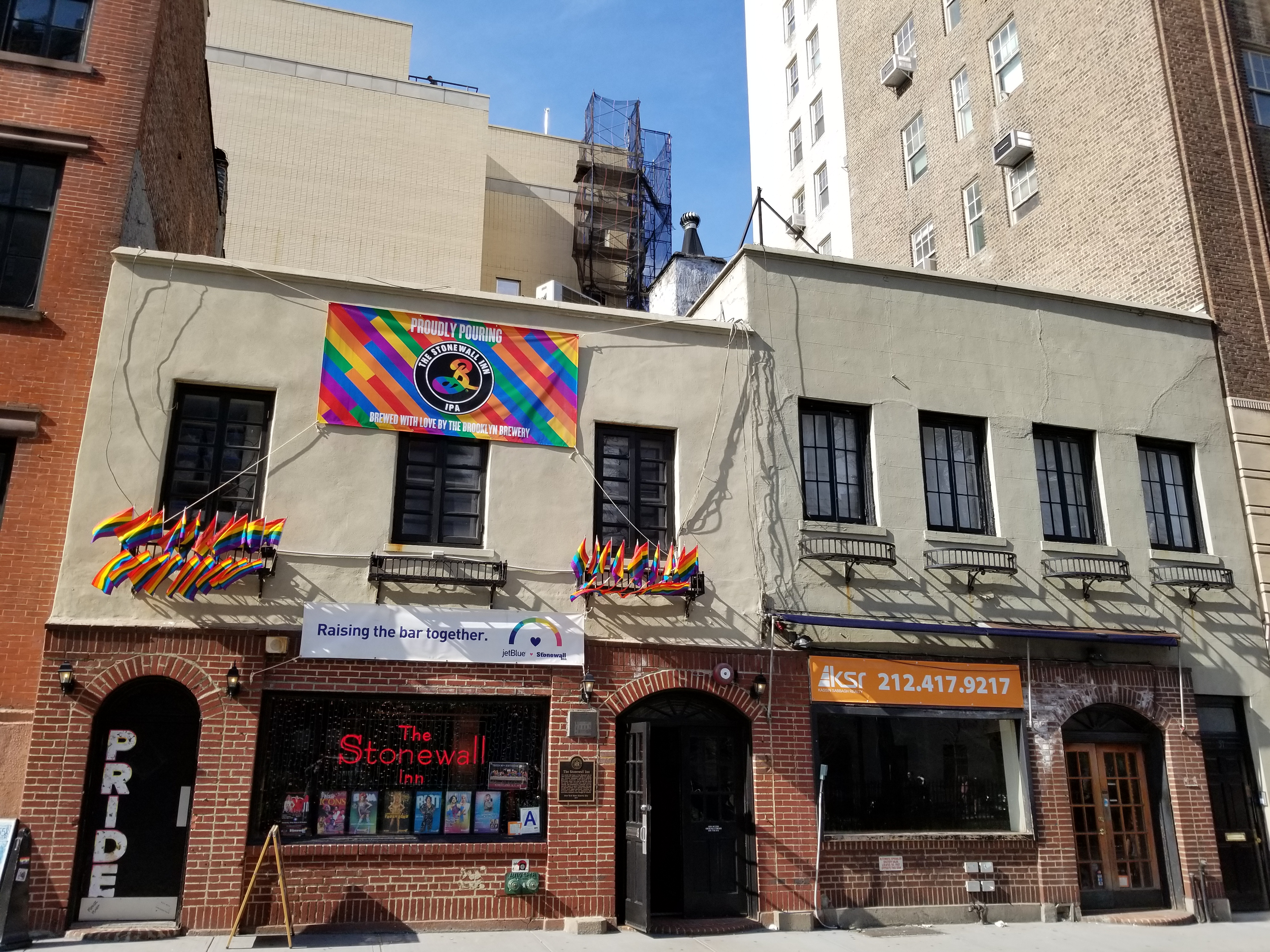
Die Bar Stonewall Inn, 2019

Stonewall, kurz für Stonewall-Aufstand oder Stonewall-Unruhen, war eine Serie von gewalttätigen Konflikten zwischen LGBT-Personen und Polizeibeamten in New York City. Die ersten Auseinandersetzungen fanden in der Nacht zum Samstag, dem 28. Juni 1969 ab etwa 01:20 Uhr statt, als Polizeibeamte eine Razzia im Stonewall Inn durchführten, einer Bar mit homosexuellem und transidentem Zielpublikum in der Christopher Street an der Ecke der 7th Avenue im Greenwich Village.
Das Ereignis wird von der LGBT-Bewegung weltweit als Wendepunkt im Kampf für Gleichbehandlung und Anerkennung angesehen. Pride-Paraden, im deutschen Sprachraum oft in Anlehnung an die Stonewall-Unruhen Christopher Street Day (CSD) genannt, haben hier ihren Ursprung.

## Zusammenfassung
In den 1960er-Jahren kam es in New York und anderen Städten immer wieder zu gewalttätigen Razzien in Schwulenlokalen. Dabei wurde die Identität der Besucher des Lokals festgestellt und bisweilen öffentlich gemacht, und es kam zu Verhaftungen und Anklagen wegen „anstößigen Verhaltens“.
In der Nacht vom 27. auf den 28. Juni 1969 fand eine solche Razzia in der Szene-Bar Stonewall Inn statt. An diesem Tag sollen sich besonders viele Schwule in New York aufgehalten haben, weil zuvor die Beerdigung von Schauspielerin Judy Garland stattgefunden hatte, die als „Schwulenidol“ galt. Die Besucher des Stonewall Inn ließen sich das Vorgehen der Polizei nicht gefallen, und die Polizisten wurden gewaltsam vertrieben.
Die Ereignisse führten zu einer breiten Solidarisierung im New Yorker Schwulenviertel, und auch in den Folgetagen leisteten die Schwulen den verstärkten Polizeitruppen erfolgreich Widerstand. Erst nach fünf Tagen beruhigte sich die Situation.

## Geschichte

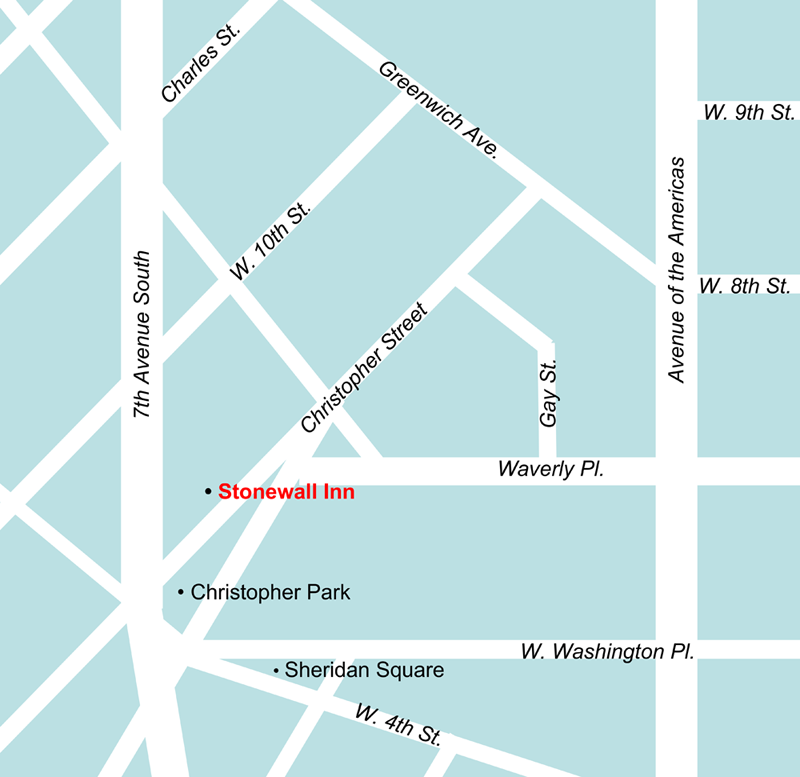
Plan von Greenwich Village mit Stonewall Inn und Christopher Park

Razzien der Polizei in Schwulenbars und Nachtclubs waren regelmäßige Ereignisse in der Homosexuellenszene überall in den Vereinigten Staaten bis in die 1960er Jahre, als plötzlich derartige Razzien in einschlägigen Etablissements in den größeren Städten deutlich seltener wurden. Es herrscht die Meinung, dass dies eine Folge einer Reihe von Beschwerden vor Gericht und wachsenden Widerstandes der Lesben- und Schwulenbewegung war.
Vor 1965 war es üblich gewesen, dass die New Yorker Polizei die Identitäten aller Anwesenden bei derartigen Razzien erfasste und manchmal in der Presse veröffentlichte, mit verheerenden sozialen Folgen für die so zwangsweise Geouteten. Gelegentlich wurden auch so viele Kunden, wie in die Polizeifahrzeuge passten, vorläufig festgenommen. Damals rechtfertigte die Polizei die Verhaftungen mit Anklagen wegen Indecency (etwa „Anstößigkeit“ oder „Erregung öffentlichen Ärgernisses“). Dazu zählte man Küssen, Händchenhalten, das Tragen von Kleidung des anderen Geschlechts oder auch nur die bloße Anwesenheit in der Kneipe während der Razzia.
1965 traten zwei wichtige Personen in das Licht der Öffentlichkeit. John Lindsay, ein liberaler Republikaner, wurde als Reformer zum Bürgermeister von New York gewählt. Dick Leitsch wurde ungefähr zur selben Zeit in New York Vorsitzender der Mattachine Society, einer frühen Organisation für die Anerkennung der Rechte von Homosexuellen in den Vereinigten Staaten. Leitsch wurde, verglichen mit seinen Vorgängern, als vergleichsweise militant eingeschätzt, und er glaubte an Methoden der direkten Aktion, die damals in den 60er Jahren bei anderen Bürgerrechtsgruppen sehr verbreitet waren.
Anfang 1966 änderte sich die Politik der Verwaltung aufgrund von Beschwerden von Mattachine: Die Polizei benutze „Lockvogelmethoden“, um Personen auf der Straße wegen des Vorwurfes der „Anstößigkeit“ festzunehmen. Der Polizeichef Howard Leary ordnete an, dass Homosexuelle nicht von verdeckt operierenden Polizisten zu einer Straftat verleitet werden dürften und bei Verhaftungen durch Undercoverleute ein Zivilist als Zeuge notwendig sei. Das beendete die Verhaftungen von Homosexuellen wegen dieser Vergehen weitgehend.
Im selben Jahr forderte Dick Leitsch die State Liquor Authority (SLA) bezüglich ihrer Richtlinien heraus, die es erlaubten, einer Bar die Schankerlaubnis für Alkohol zu entziehen, wenn diese wissentlich Alkohol an eine Gruppe von drei oder mehr Homosexuellen ausschenkte. Leitsch veranstaltete ein „Sip in“, d. h., er informierte die Presse über sein Vorhaben, sich mit zwei anderen Schwulen in einer Bar zu treffen. Als der Barmann der bewussten Bar sie abwies, wandten sie sich an die Menschenrechtskommission der Stadt. Daraufhin stellte der Vorsitzende der SLA klar, dass seine Behörde den Ausschank von Alkohol an Homosexuelle nicht länger verbieten würde. Zusätzlich ergaben zwei unterschiedliche Gerichtsentscheidungen, dass für die Rücknahme der Schankerlaubnis „substanzielle Beweise“ nötig waren und dass Küssen unter Männern nicht länger als anstößig galt. Die Zahl von Kneipen mit homosexuellem Zielpublikum wuchs nach 1966 beständig.
1969 waren Schwulenbars legal, trotzdem wurde im Stonewall Inn in dieser Nacht eine Razzia durchgeführt. Nach dem bekannten Historiker John D’Emilio steckte New York mitten in einem Wahlkampf um das Amt des Bürgermeisters und John Lindsay, der gerade die Vorwahlen seiner Partei verloren hatte, glaubte, es sei notwendig, in den Kneipen seiner Stadt „aufzuräumen“. Beim Lokal Stonewall Inn gab es eine ganze Reihe von Gründen, warum diese im Visier der Polizei war: Die Betreiber hatten keine Schankerlaubnis, es gab Verbindungen zum organisierten Verbrechen, und man ließ zur Unterhaltung der Gäste spärlich bekleidete Go-Go-Boys auftreten. Damit bot das Lokal Anlass für die Einschätzung, es brächte ein „unruly element“ (etwa Regelverstoß) an den Sheridan Square. Marty Huber schreibt zum Stonewall Inn und seinen Gästen in Queering Gay Pride: „Zum einen waren die Riots ein Aufstand von ganz unten, die Bar Stonewall Inn – von der Mafia geführt – war ein Ort, wo sich jene treffen konnten, die zu den Hinterzimmern angesehener Bars keinen Zutritt hatten: obdachlose Jugendliche, Latinas und schwarze Dragqueens, schwule Sexarbeiter, Butches und ihre Liebhaberinnen …“ Auch Salih Alexander Wolter stützt aus seinen Untersuchungen diese Sicht und betont, dass gerade diese Personengruppen am entschlossensten kämpften, unter ihnen Sylvia Rivera und Marsha P. Johnson.
So wird aus der Kundschaft des Stonewall Inn die Ausgrenzung der schwulen und lesbischen Community deutlich. Auch für die Razzien der Polizei soll Rassismus eine Rolle gespielt haben, denn im Stonewall Inn verkehrten viele Schwarze und Latinos. Möglicherweise war die Entscheidung der Polizei, die Razzia auf diese Weise durchzuführen, wie sie letztlich durchgeführt wurde, von der Tatsache beeinflusst, dass die Kundschaft des Stonewall Inn nicht nur homosexuell, sondern dazu noch mehrheitlich nicht-weiß und daher besonders „verachtenswert“ erschien. Ein großer Teil der Personen, die Widerstand leisteten, waren Afroamerikaner und Latinos.
Deputy Inspector Seymour Pine, der die Razzia in dieser Nacht anführte, behauptete, dass ihm befohlen worden sei, das Stonewall Inn zu schließen, weil es der zentrale Ort gewesen sei, an dem man Informationen über Homosexuelle sammeln konnte, die in der Wall Street arbeiteten. Zuvor gab es einen Anstieg an groß angelegten Diebstählen bei Börsenhändlern der Wall Street, was die Polizei zu dem Verdacht veranlasst hatte, es könnten Homosexuelle in die Diebstähle verwickelt sein, die mit ihrer Homosexualität erpresst wurden.

## Die Razzia und die Folgen

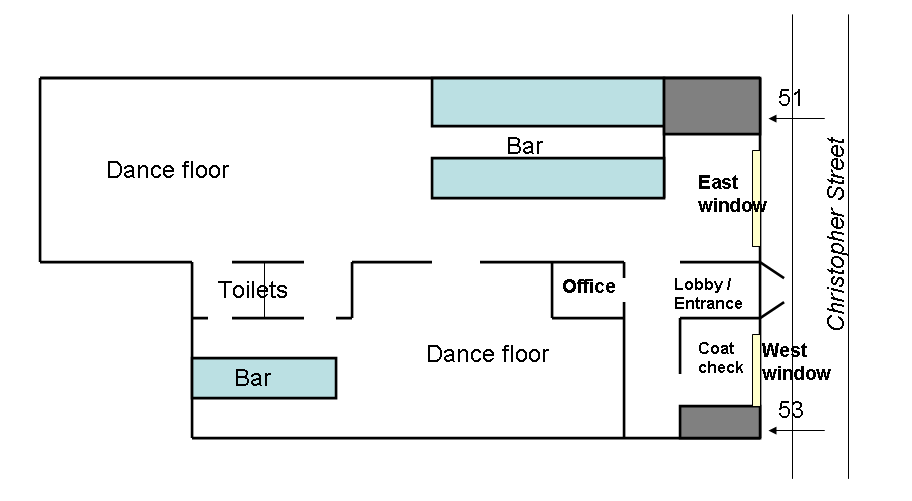
Grundriss des Stonewall Inn, 1969

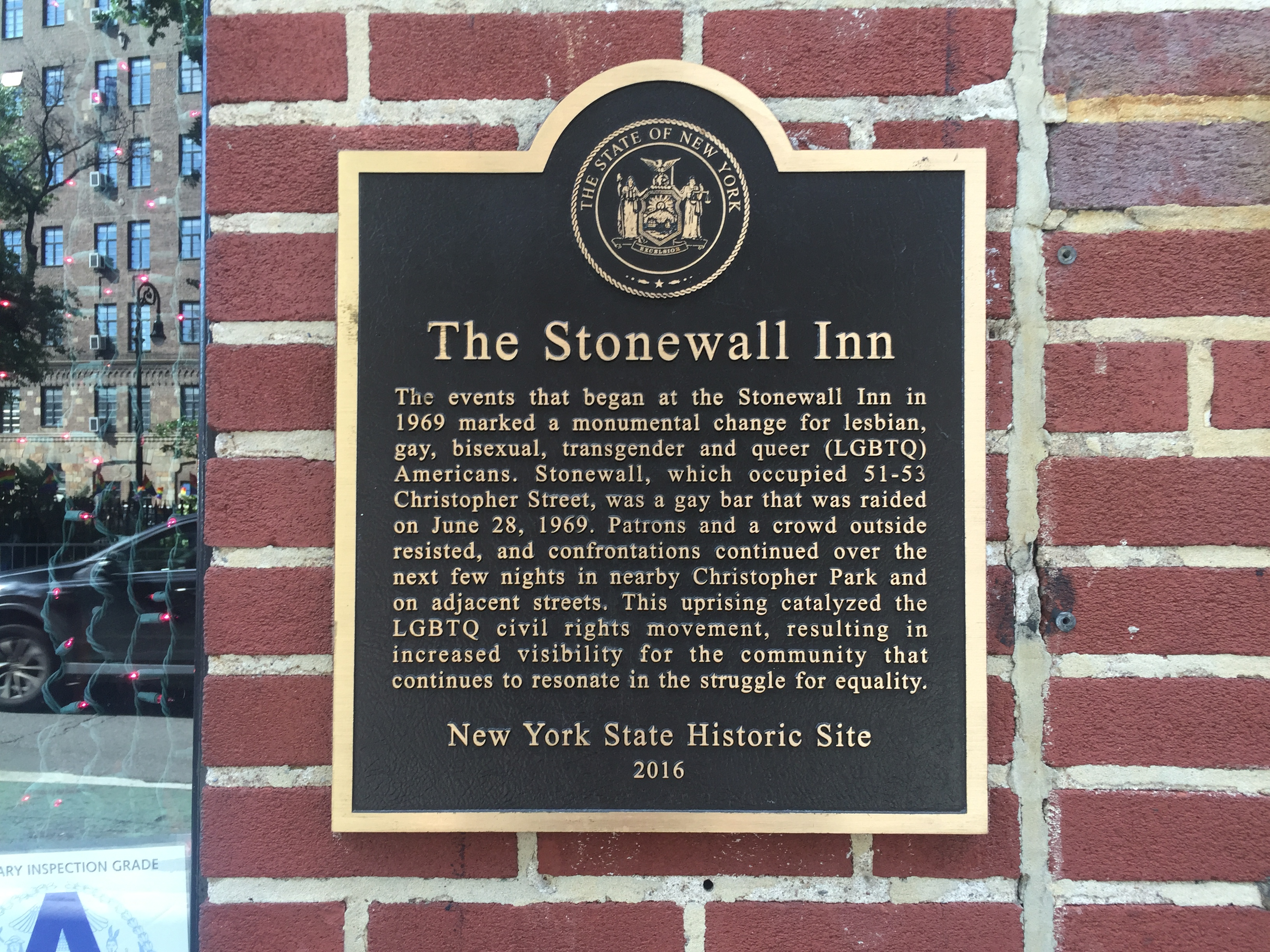
Gedenktafel

Bei dieser Razzia kamen einige Faktoren zusammen, die sie von den Razzien unterschieden, an die sich die Kunden gewöhnt hatten. Eine Woche zuvor war Judy Garland gestorben, eine wichtige kulturelle Ikone, mit der sich viele Homosexuelle identifizierten. Die Trauer über den Verlust gipfelte in der Beerdigung am Freitag, 27. Juni, die von 22.000 Menschen besucht wurde, darunter 12.000 Homosexuelle. Viele der Kunden des Stonewall waren noch immer emotional aufgewühlt, als die Razzia durchgeführt wurde. Historiker streiten darüber, ob es einen Zusammenhang gab oder nicht.
Ein weiterer Umstand, der die Razzia besonders macht, war der Zeitpunkt. Üblicherweise bekamen die Betreiber der Bar vom Sechsten Bezirk einen Hinweis auf die bevorstehende Razzia. Die Razzien erfolgten in der Regel früh genug am Abend, sodass die Kneipe kurz danach zur Hauptgeschäftszeit ihren Betrieb fortsetzen konnte. Diese Razzia erfolgte ohne vorherigen Hinweis und um 01:20 Uhr am Samstagmorgen viel später als gewöhnlich.
Acht Beamte des Ersten Bezirks, von denen nur einer Uniform trug, kamen in das Lokal. Die meisten Kunden konnten ihrer Verhaftung entgehen, da üblicherweise nur solche Personen festgenommen wurden, die keine Ausweispapiere bei sich hatten, Personen, die Kleidung des anderen Geschlechts trugen und einige oder alle Angestellten der Bar.
Die Details, wie genau der Aufstand entflammte, sind uneinheitlich. Eine Quelle behauptet, die Trans-Frau Sylvia Rivera habe eine Flasche nach einem Polizisten geworfen, nachdem sie von dessen Schlagstock getroffen worden sei. Eine andere Quelle behauptet, dass eine lesbische Frau (Stormé DeLarverie) sich dagegen gewehrt habe, in ein Polizeiauto gesteckt zu werden, und damit die umstehende Menge angespornt habe, sich ihr anzuschließen.
Eine Schlägerei begann, in der die Polizisten schnell überwältigt wurden. Die Beamten zogen sich in die Bar zurück. Einige versuchten, die Bar anzuzünden. Andere benutzten eine Parkuhr als Rammbock, um die Polizisten zu vertreiben. Die Nachricht von der Schlägerei verbreitete sich rasch, und immer mehr Anwohner und Kunden nahegelegener Bars strömten zum Ort des Geschehens. Die Zahl der Protestierenden wurde auf 2.000 Personen geschätzt, gegen die 400 Polizisten eingesetzt wurden.
Während dieser Nacht ergriff die Polizei zahlreiche feminin aussehende Männer und misshandelte diese. Auch der heterosexuelle Folk-Sänger Dave Van Ronk, der zufällig vorbeikam, wurde von den Polizisten ergriffen und in der Bar misshandelt. Allein in dieser Nacht gab es 13 Festnahmen, und vier Polizisten wurden verletzt. Die Zahl der verletzten Protestierer ist nicht bekannt. Es ist jedoch bekannt, dass mindestens zwei Personen, die Widerstand leisteten, von der Polizei schwer verletzt wurden. Die Protestierenden warfen Steine und Flaschen und skandierten „Gay Power!“.
Die Polizei entsandte Verstärkung in Form der Tactical Patrol Force, einer Einheit, die ursprünglich darauf trainiert war, Demonstrationen von Vietnamkriegsgegnern zu bekämpfen. Die Tactical Patrol Force traf ein und versuchte die Menge zu zerstreuen, die die Polizisten mit Steinen und anderen Wurfgeschossen angriff. Letztendlich beruhigte sich die Lage, aber die Protestierenden kehrten in der nächsten Nacht zurück. Die Proteste waren weniger gewalttätig als in der ersten Nacht. Kleinere Scharmützel zwischen Protestierenden und der Polizei folgten bis etwa 4:00 Uhr am Morgen. Zum dritten Tag mit Protesten kam es fünf Tage nach der Razzia im Stonewall Inn. An diesem Mittwoch kamen 1.000 Menschen bei der Bar zusammen und verursachten erneut erheblichen Sachschaden. Aufgestauter Zorn und Empörung gegen die Art, wie Homosexuelle seit Jahrzehnten von der Polizei behandelt worden waren, entluden sich.

## Das Vermächtnis

Denkmal Gay Liberation von George Segal am Stonewall Square

Die Kräfte, die lange Zeit vor dem Aufstand unter der Oberfläche gebrodelt hatten, blieben nun nicht länger verborgen. Die Gemeinschaft, die durch homosexuellenfreundliche Organisationen in den Jahrzehnten zuvor geschaffen worden war, bot den idealen Nährboden für die offene homosexuelle Befreiungsbewegung. Ende Juli formierte sich die Gay Liberation Front (GLF) in New York, und Ende des Jahres war sie in vielen Städten und Universitäten des Landes vertreten. Allerdings wurden Transpersonen und Afroamerikaner von Schwulen und Lesben des Mainstreams ausgeschlossen – seit 1973 durften Transpersonen nicht mehr Mitglied der Gay Activists Alliance (GAA) – Nachfolgeorganisation der GLF – sein, weil sich die eindeutig geschlechtlich identifizierten Schwulen und Lesben damit bessere Chancen für ein Antidiskriminierungsgesetz (Gay Rights Bill) versprachen. Bald darauf wurden weltweit ähnliche Organisationen gegründet, unter anderem in Kanada, Frankreich, Großbritannien, Deutschland, Belgien, den Niederlanden, Australien und Neuseeland.

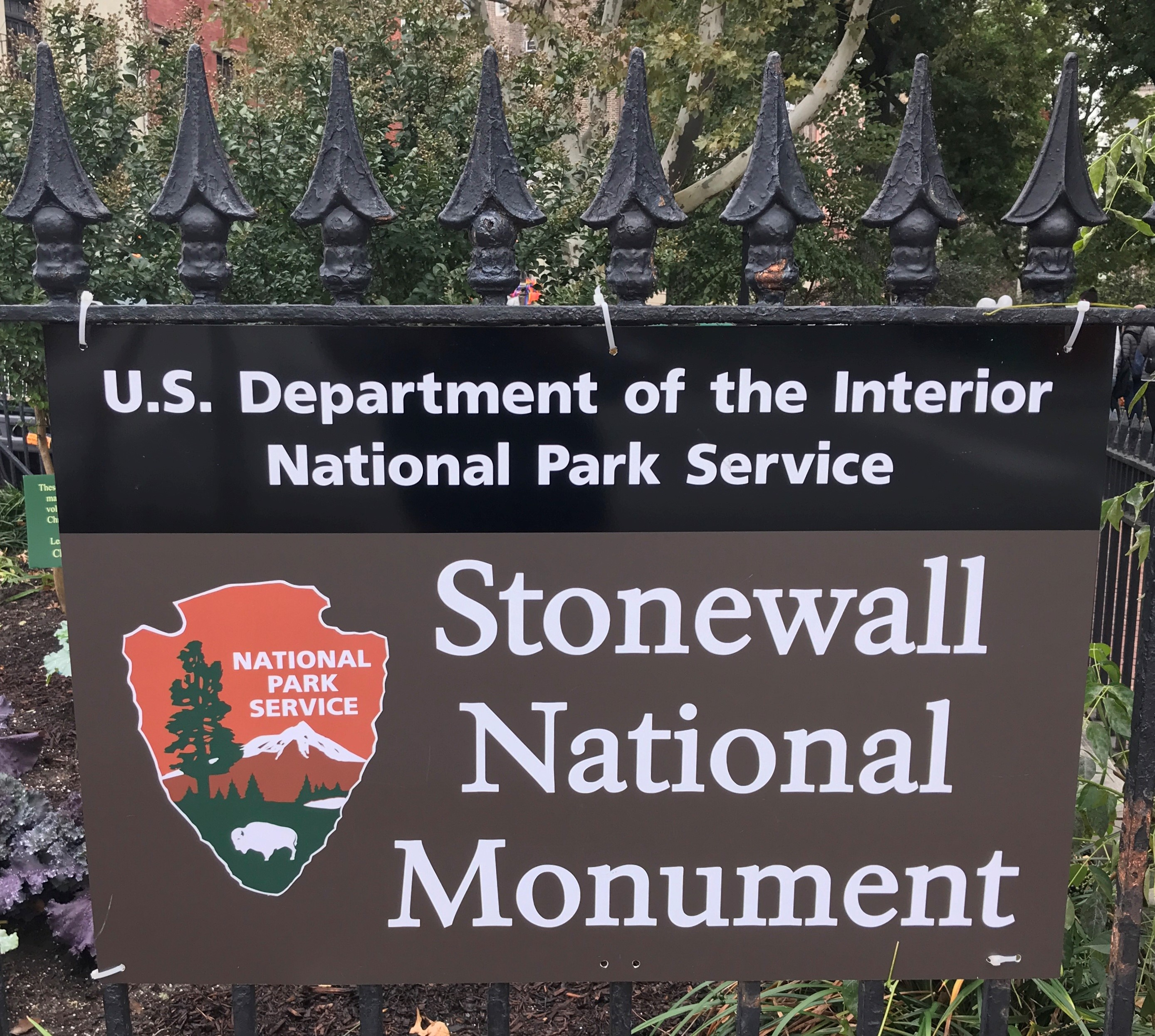
Schild Stonewall National Monument

Im folgenden Jahr organisierte die Gay Liberation Front im Gedenken an den Stonewall-Aufstand einen Marsch vom Greenwich Village zum Central Park. Zwischen 5.000 und 10.000 Menschen nahmen an diesem Marsch teil. Damit war die Tradition des Christopher Street Day (CSD) begründet, mit der viele Gay-Pride-Bewegungen seither im Sommer das Andenken an diesen Wendepunkt in der Geschichte der Diskriminierung von Homosexuellen feiern. Der Stonewall-Aufstand leitete auch eine Neuorientierung in der Schwulenbewegung ein: Während es bis dahin um die Entkriminalisierung von Schwulen und Lesben ging und darum, für Toleranz bei der heterosexuellen Bevölkerungsmehrheit zu werben, steht seit dem Aufstand ein neues Selbstbewusstsein im Vordergrund.
Am 24. Juni 2016 proklamierte Barack Obama das Stonewall National Monument, eine nationale Gedenkstätte vom Typ eines National Monuments.

## Filme
Die historische und menschenrechtliche Bedeutung der Stonewall-Aufstände spiegelt sich in mehreren Dokumentar- und Spielfilmen wider. 

### Dokumentationen
- 1984: Before Stonewall (USA)
- 1999: After Stonewall (USA)
- 2010: Stonewall Uprising (USA)
- 2014: Fünf Tage in New York – Gay Pride am Hudson (Deutschland)
- 2017: The Death and Life of Marsha P. Johnson (USA)

### Spielfilme
- 1995: Stonewall (USA, GB)
- 2015: Stonewall (USA)